# Almásfüzitő (nádraží)
Almásfüzitő je železniční stanice v maďarské obci Almásfüzitő, která se nachází v župě Komárom-Esztergom. Stanice byla otevřena v roce 1884, kdy byla zprovozněna trať mezi Budapeští a městem Komárom.

## Provozní informace
Stanice má pouze 4 sypaná nástupiště. Ve stanici není možnost zakoupení si jízdenky. Trať procházející stanicí je elektrizovaná střídavým proudem 25 kV, 50 Hz. Provozuje ji společnost MÁV.

## Doprava
Zastavují zde pouze osobní vlaky, které jezdí do Budapešti, Székesfehérváru, Ostřihomi a Győru.

## Tratě
Stanicí procházejí tyto tratě:
- Budapešť–Hegyeshalom–Rajka (MÁV 1)
- Almásfüzitő–Ostřihom (MÁV 4)

## Zajímavost
Stanice se nenachází přímo na trati Budapešť–Hegyeshalom–Rajka, ale na odbočce, která vede ze stanice Almásfüzitő felső. Kousek za stanicí se odbočka k trati připojuje.